# Keltie Hansen
Keltie Hansen (Edmonton, 13 de mayo de 1992) es una deportista canadiense que compitió en esquí acrobático. Ganó una medalla de bronce en el Campeonato Mundial de Esquí Acrobático de 2011, en la prueba de halfpipe.

## Medallero internacional
| Campeonato Mundial | Campeonato Mundial           | Campeonato Mundial | Campeonato Mundial |
| Año                | Lugar                        | Medalla            | Competición        |
| ------------------ | ---------------------------- | ------------------ | ------------------ |
| 2011               | Deer Valley (Estados Unidos) | Medalla de bronce  | Halfpipe           |